# 국립대전현충원

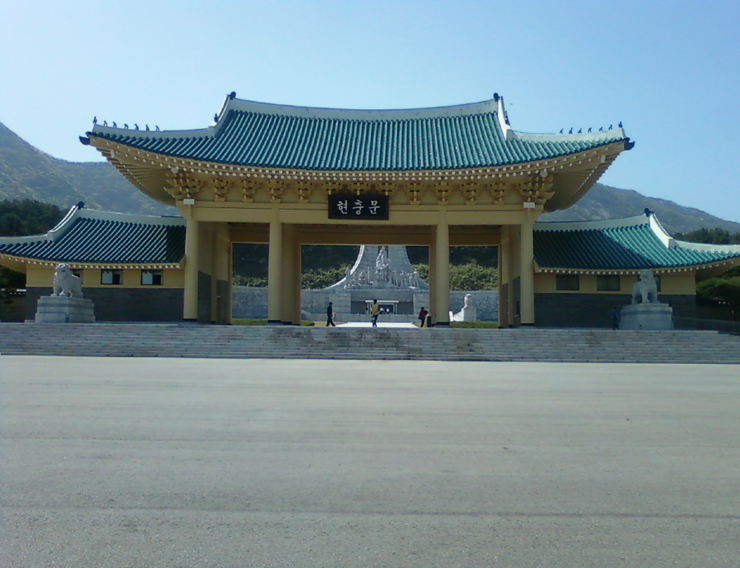
현충문 - (현충문에 써있는 전두환글씨체를 안중근글씨체로 바뀐다.)

홍살문

국립대전현충원(國立大田顯忠院, Daejeon National Cemetery)은 대한민국 국가보훈부의 소속기관이다. 1996년 6월 1일 발족하였으며, 대전광역시 유성구 현충원로 251에 위치하고 있다. 원장은 고위공무원단 나등급에 속하는 일반직공무원으로 보한다.

## 직무
- 국가 또는 사회에 희생·공헌한 분들의 충의와 위훈의 정신 선양
- 의전·의식·행사에 관한 사항
- 유골·시체 또는 영현의 봉수·봉송·안장 및 이장
- 묘적부의 기록·유지
- 기념관·유물관 등 시설물의 유지·관리 및 관련 자료의 보관·관리
- 그 밖에 해당 국립묘지의 효율적인 관리·운영에 관한 사항과 처장의 지시사항

## 설립
국립서울현충원은 1955년에 설치되어 20여 년간 일제강점기 애국지사와 한국 전쟁의 전사자가 안장되었으나 이내 안장능력이 한계에 달하게 되었다. 따라서 국군에서는 1974년 12월 16일 중부지역에 새로운 국군묘지를 창설할 것을 결정하였고, 1975년 2월부터 10월까지 제2국립묘지의 후보지를 답사하였다. 이듬해인 1976년 4월 14일에는 충청남도 대덕군 유성읍 갑동리(現 대전광역시 유성구 갑동)<현재 위치>에 대전국립묘지를 결정하여 1979년 4월 1일에 착공하게 되었으며 1979년 8월 29일에 국립묘지관리소 대전분소를 설치함으로써 대전에도 국립묘지가 설치되었다.

### 연혁
- 1974년 12월 16일: 국군에서 중부지역에 새로운 국립묘지 창설을 결의.
- 1976년 4월 14일: 새로운 국립묘지의 위치를 충청남도 대덕군으로 결정(현, 대전광역시 유성구).
- 1979년 4월 1일: 대전국립묘지 착공.
- 1979년 8월 29일: 국립묘지관리소 소속으로 대전분소 설치.[3]
- 1982년 8월 27일: 부사관과 병을 최초로 안장.
- 1985년 11월 13일: 대전국립묘지 완공.
- 1991년 3월 28일: 국방부 소속 국립묘지대전관리소로 승격.[4]
- 1996년 6월 1일: 국립대전현충원으로 개편.[5]
- 2006년 1월 30일: 국가보훈처 소속으로 변경.[6] 「국립묘지의 설치 및 운영에 관한 법률」의 제정으로 소방공무원과 의사상자도 안장이 가능해짐.
- 2023년 6월 5일: 국가보훈부 소속으로 변경.[7]

## 안장 대상

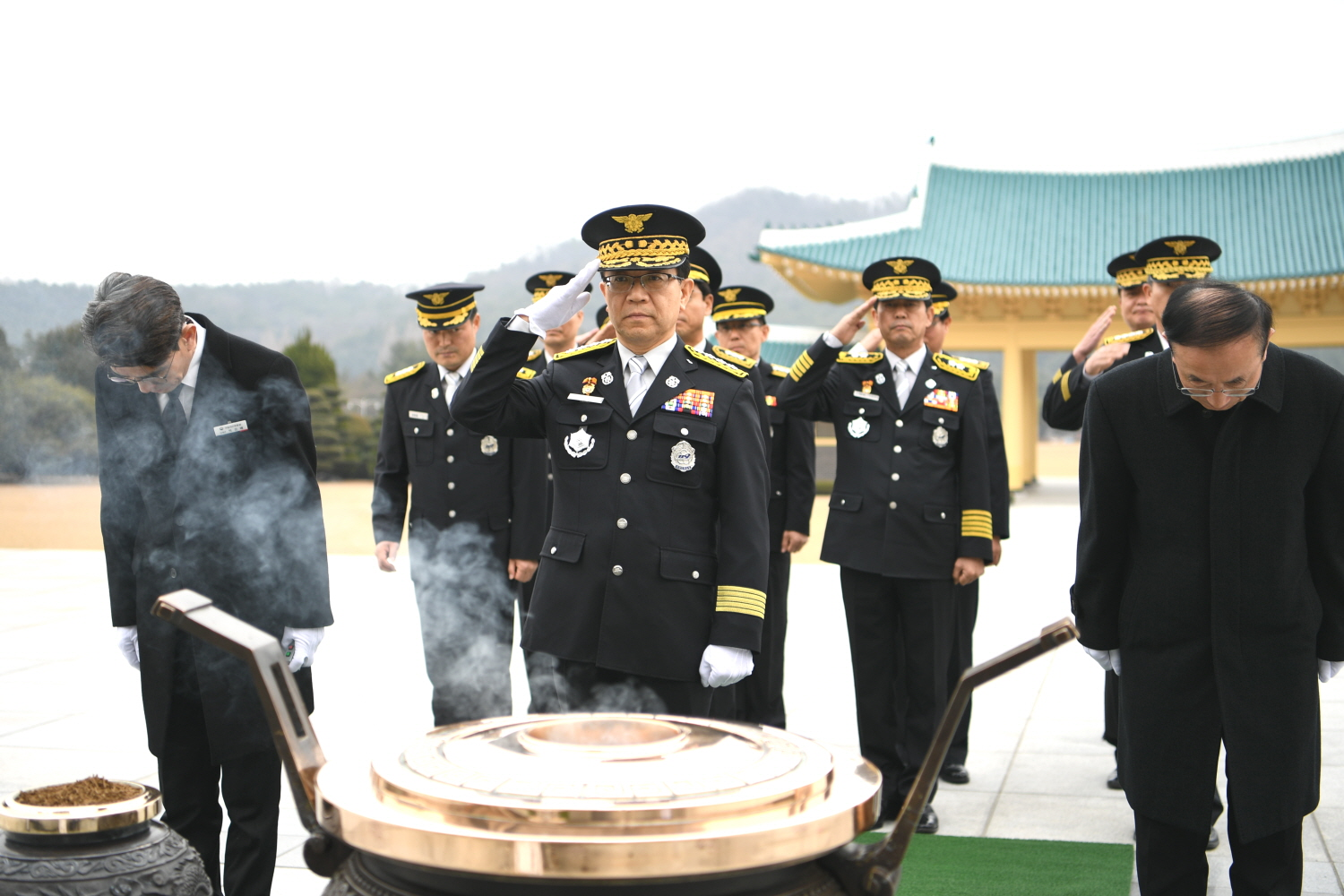
소방청장 정문호 대전현충원 소방충혼탑 참배

국립대전현충원에는 다음의 사항에 따른 사람의 유골이나 시신을 안장한다.
- 대통령·국회의장·대법원장 또는 헌법재판소장의 직에 있었던 사람과 「국가장법」 제2조에 따라 국가장으로 장례된 사람
- 「독립유공자예우에 관한 법률」 제4조에 따른 순국선열과 애국지사로서 사망한 사람
- 현역군인과 소집 중인 군인 및 군무원으로서 사망한 사람 또는 「국가유공자 등 예우 및 지원에 관한 법률」 제4조제1항제3호나목과 제5호나목에 해당하는 사람
- 「상훈법」 제13조에 따른 무공훈장을 수여받은 사람으로서 사망한 사람
- 장성급(將星級) 장교 또는 20년 이상 군에 복무한 사람 중 전역·퇴역 또는 면역된 후 사망한 사람
- 전투에 참가하여 전사하였거나 임무 수행 중 순직한 예비군대원 또는 경찰관
- 군인·군무원 또는 경찰관으로 전투나 공무 수행 중 「국가유공자 등 예우 및 지원에 관한 법률」 제4조제1항제4호, 제6호 또는 제12호에 따른 상이(傷痍)를 입고 전역·퇴역·면역 또는 퇴직한 사람으로서 사망한 사람
- 화재 진압, 인명 구조, 재난·재해 구조, 구급 업무의 수행 또는 그 현장 상황을 가상한 실습훈련과 「소방기본법」 제16조의2제1항제1호부터 제4호까지의 소방지원활동 및 제16조의3제1항의 생활안전활동 중 순직한 소방공무원과 상이를 입고 「국가유공자 등 예우 및 지원에 관한 법률」 제6조의4에 따른 상이등급을 받은 소방공무원으로서 사망한 사람
- 「국가유공자 등 예우 및 지원에 관한 법률」 제4조제1항제9호에 따른 6·25참전재일학도의용군인으로서 사망한 사람
- 「의사상자 등 예우 및 지원에 관한 법률」 제2조제2호 및 제3호에 따른 의사자(義死者) 및 의상자(義傷者)로서 사망한 사람 중 대통령령으로 정하는 요건을 갖춘 사람
- 산불진화·교정업무 등 위험한 직무를 수행하는 공무원으로서 대통령령으로 정하는 요건에 해당하는 직무 수행 중 사망하여 관계 기관의 장이 순직공무원으로 안장을 요청한 사람
- 「국가유공자 등 예우 및 지원에 관한 법률」 제4조제1항제13호 및 제14호에 따른 순직공무원과 공상공무원으로서 카목의 대통령령으로 정하는 요건의 직무에 준하는 위험한 직무수행 중 사망 또는 부상하였다고 인정하여 제10조에 따른 안장대상심의위원회가 안장 대상자로 결정한 사람
- 국가나 사회에 현저하게 공헌한 사람(외국인을 포함한다) 중 사망한 사람으로서 대통령령으로 정하는 요건을 갖춘 사람
- 「독도의용수비대 지원법」 제2조제1호에 따른 독도의용수비대의 대원으로서 사망한 사람

## 안장 현황

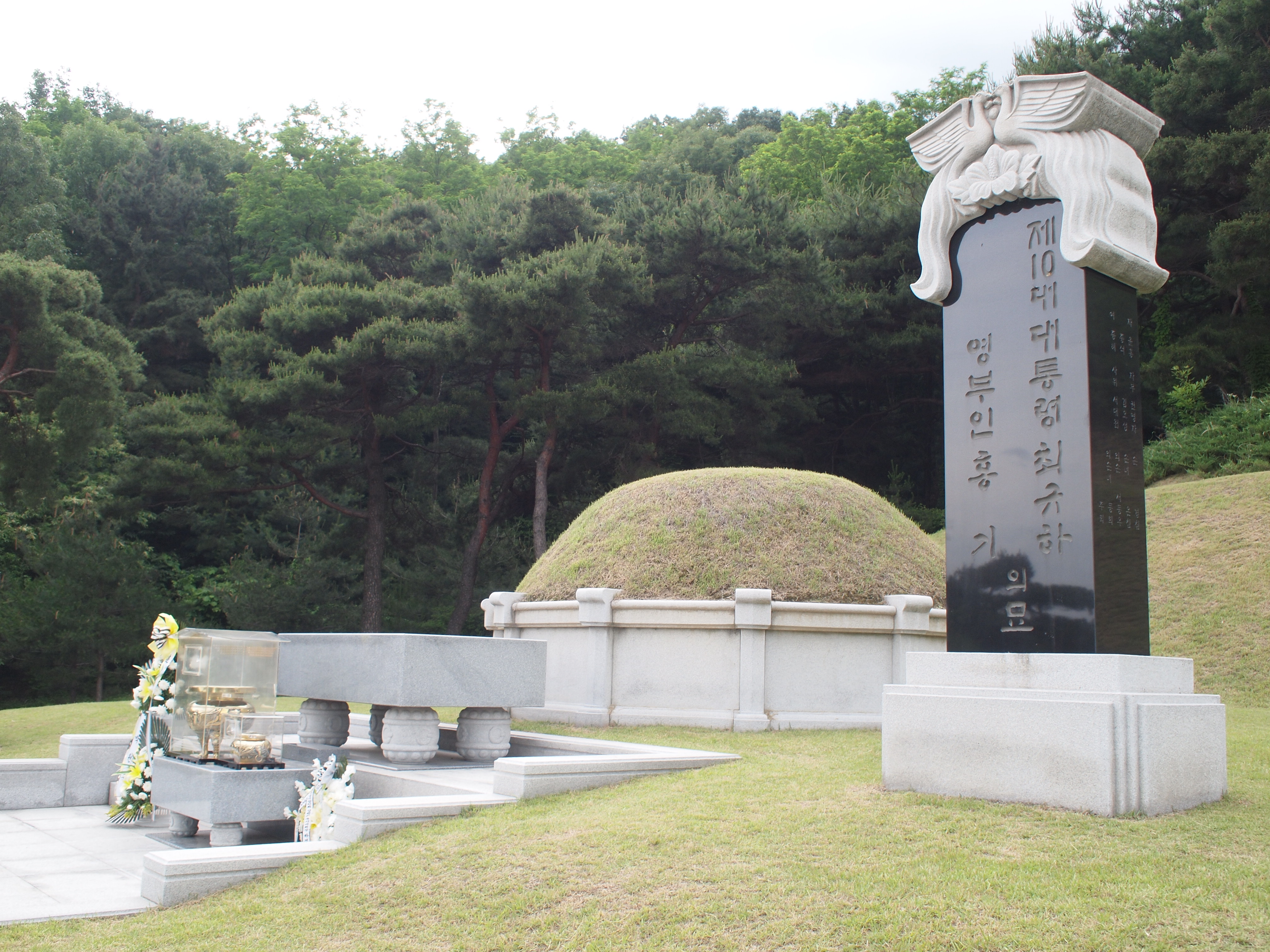
최규하 전 대통령의 묘소.

대전현충원에 안장된 명사 중에 한국 최초의 영화인 <아리랑>의 감독 나운규가 있는데, 그의 묘는 제2묘역 257호이다. 베를린 올림픽 마라톤의 금메달리스트인 손기정은 국가유공자묘역 제10호이다. '어린이 날' 노래 등 많은 동요의 노랫말을 지은 윤석중은 국가유공자 묘역 제12호에 안장되었다. 백범 김구의 모친 곽낙원과 김구의 맏아들 김인은 애국지사 771호와 772호에 안장되었다.
또한 북한군 공격으로 전사한 천안함 장병들은 사병 묘역 제3호에, 북한 해군과 제2연평해전을 치루는 과정에 전사한 장병들은 연평해전 전사자 묘역에 안장되었다.
한국 전쟁 중 군수품과 피난민을 수송하다 전사한 철도원 150명의 위패가 모셔져있고, 13명이 안장되어 있다.
2010년 10월 10일 별세한 황장엽은 1등급 훈장인 국민훈장 무궁화장이 추서되고 통일사회장으로 엄수되어 국립대전현충원 국가사회공헌자 묘역에 안장됐다.
봉오동 전투, 청산리 대첩의 주역 중 하나인 홍범도도 카자흐스탄 키질로르다의 한 공동묘지에서 국립대전현충원으로 이장됐다.
국가보훈부의 ‘친일반민족행위자 국립묘지 안장자 현황’에 따르면, <친일인명사전>에 등재된 친일파 가운데 63명(서울 37명·대전 26명)이 서울현충원과 대전현충원에 묻혀 있다.
대전현충원에 안장돼 있는 친일반민족행위자는 만주국군 상 위·간도특설대 출신 김석범(묘역, 장군1-071), 일본군 중좌 백홍석(장군1-176), 만주국군 상위 송석하(장군1-093), 만주국군 상위·간도특설대 신현준(장군1-273)이 있다. 또 만주 간도특설대 준위 출신의 김대식, 일본군 헌병 오장 김창룡, 일본군 대위 출신의 유재흥, 이형근 등도 안장돼 있다.

## 조직

### 원장
- 관리과[11]
- 현충과[11]

## 교통
- 현충원역

## 같이 보기
- 국립서울현충원
- 대한민국 국가보훈부
- 국립호국원
- 야스쿠니 신사
- 알링턴 국립묘지